# León J. Simar
León J. Simar (Herve, Bélgica, 3 de noviembre de 1909-Cali, Colombia, 10 de agosto de 1983) fue un músico, compositor y director de orquesta belga.

## Biografía

### Infancia

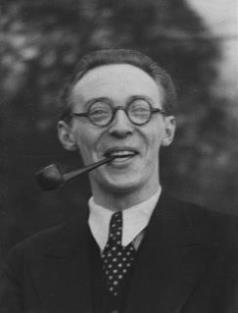
El Maestro Léon J Simar a sus 30 años 1939

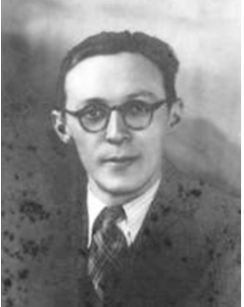
El Maestro Léon Jean Simar a sus 28 años 1937

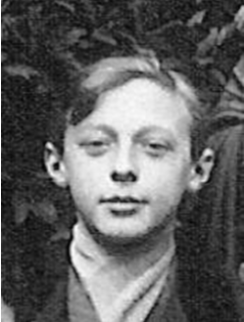
El Maestro Léon J Simar a sus 13 años 1922

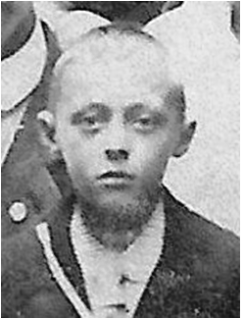
El Maestro Léon J Simar a sus 8 años 1917

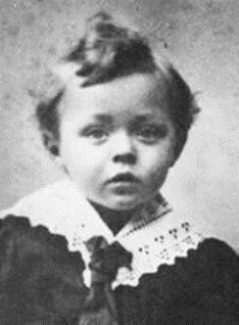
El Maestro Léon J Simar a sus 17 meses

León Jean Simar nació en Herve, población cercana a Lieja, Bélgica. Hijo único de Laurent Joseph Simar artesano dedicado a la fabricación de calzado, por aquellos tiempos especialidad de esta pequeña población, y de su esposa Félicie Géraunon
Desde muy pequeño tuvo que enfrentarse a las privaciones ocasionadas por la Primera Guerra Mundial (1914-1918), más todavía considerando que esta población sufrió gran destrucción durante la guerra. Su padre murió cuando solo contaba 8 años de edad.
Bélgica es un país conformado por múltiples regiones entre las que sobresalen Flandes y Valonia, con marcadas diferencias culturales entre ellas. Simar se educó en un medio de características netamente Valonas, en una época en que la promoción de la Valonia era considerada un prioritario deber cultural de los nacidos en esta región. Como sus coterráneos de la época, hablaba corrientemente el dialecto valón.

### Carrera
Finalizada la Primera Guerra Mundial en 1918, y viviendo ahora en Lieja, Simar inicia sus estudios en el Conservatorio Real de Lieja.
Dotado de grandes facilidades musicales, rápidamente se ganó el aprecio de sus profesores, que pusieron entonces especial esmero en este alumno.
También, tuvo la fortuna de tener profesores verdaderamente excepcionales:
•	Lucien Mawet en solfeo y órgano.
•	Carl Smulders en armonía (Segundo Premio de Roma 1891).
•	Sylvain Dupuis y Joseph Leroy en contrapunto y fuga.
(Sylvain Dupius Primer Gran Premio de Roma 1881 - Cantata "Le Chant de la Création").
(Joseph Leroy Segundo Premio de Roma 1923).
•	Jean du Chastin en piano.
•	Sylvain Dupuis en instrumentación, orquestación y composición.
•	François Rasse también en composición (Primer Gran Premio de Roma 1899	1922 (13 años)
- Cantata "Cloches Nuptiales").
•	Charles Vanden Borren en musicología e historia de la música.
•	Armand Marsick en dirección de orquesta.
Contaba que a los 17 años improvisaba al piano acompañamientos para las películas de cine mudo, a partir de las acciones que podía observar en la pantalla. Termina sus estudios en 1932.
A partir de 1932 y hasta 1943 es profesor de armonía en el Conservatorio de Lieja.
El 26 de agosto de 1936 contrae matrimonio con Andrée Defourny.
Andrée nació en Lieja el 21 de junio de 1910, hija única del matrimonio formado por Joseph Hypolite Defourny y Lambertine Scharrès. Andrée, concertista de piano egresada del Conservatorio Real de Lieja, seguramente seguía los pasos de su notable primo, el renombrado pianista y compositor Charles Scharrès Archivado el 4 de marzo de 2016 en Wayback Machine..
Antes de cumplir los 28 años, en 1937, Simar se postula como participante en el Concurso de Composición Musical llamado Premio de Roma de Bruselas, instituido por cédula Real en 1841 para promocionar el estudio de las artes, pintura, escultura, arquitectura y música, en la recién independizada Bélgica.
Este concurso se realizaba en condiciones muy estrictas, enclaustrados
voluntariamente por un lapso de hasta un mes, los concursantes ni siquiera podían recibir visitas de sus familiares. Solo eran admitidos concursantes menores de 30 años que hubiesen podido componer previamente una fuga a 4 voces, sobre un tema propuesto por el concurso, en un plazo de 72 horas.
Obtuvo el "Primer Gran Premio de Roma" y con ello una beca para realizar una prolongada visita cultural por los diferentes escenarios de Europa y conocer su música, incluyendo desde luego Roma, Italia, Francia, Austria, Grecia donde Simar podría apreciar de primera mano muchas de las grandes obras que construyeron a lo largo de los siglos la inmensa cultura europea.
Un viaje así solo podía iniciarse en primavera por lo cual no pudo realizarse en 1937. Por esta misma época Andrée esperaba al primogénito del matrimonio, que finalmente nació el 24 de diciembre de este año, la misma noche que Simar se encontraba en el estreno de la obra de teatro de René Tonus "Le Jeu de la Nativité" como autor y director de su parte musical.
En este mismo año 1937 compuso además otras obras como "Li dierin Signeur di Franchimont", "Don Quichotte", para citar solo un par.
El viaje se realizó finalmente en 1938, incluyendo un mes completo compenetrándose con el mundo cultural de Roma.
En 1938 compondría otras muchas obras entre ellas "A l'Otél dès amourètes" y "Poème Mosan",
"Le Jeu de Liège" y "La Féerie de L'Eau" destinados a la Exposición Internacional del Agua en Lieja, que se realizaría en 1939.
El prestigio obtenido con el "Premio de Roma" le otorgó algún reconocimiento internacional y desde luego generó contactos con prácticamente todo el universo cultural de la Valonía. Varios escritores notables, particularmente en dialecto valón, escribieron obras de Teatro para las cuales Simar compuso la música.
Para la época, profesor de armonía en el Conservatorio Real de Música de Lieja, también escribía la columna de crónica musical para el periódico local de Lieja.
El ambiente político europeo se tornaba cada día más difícil.
El 12 de marzo de 1938 Alemania anexa Austria y para el 1 de septiembre del año siguiente, 1939, vendría la invasión de Polonia. La mencionada Exposición de 1939 en Lieja debió terminarse, en forma apresurada, el 2 de septiembre, debido a los graves acontecimientos. Simar, víctima ya de la Primera Guerra Mundial durante su infancia, ve con perplejidad que los acontecimientos presagian nuevas penalidades.
El 10 de mayo de 1940 comenzaría la invasión de Bélgica. Con las órdenes para evacuar la población de varones entre los 16 y los 35 años de edad que no pertenecieran al ejército, para evitar que fuesen sometidos a trabajos forzados por el invasor, se generó un éxodo general hacia el sur de Francia. En este desplazamiento masivo del comienzo de la guerra Andrée y su primogénito se fueron adelante, mientras todavía había transporte de civiles en trenes, coincidiendo con el bombardeo de la estación de ferrocarril de Mons del 14 de mayo, por donde transitaba también trenes franceses repletos de tropas y municiones. Refugiándose en los pasadizos subterráneos, caída la noche y con mucha suerte pudieron continuar su viaje. Los trenes de municiones no fueron alcanzados en aquel ataque, lo que evitó a esta población una calamidad de mayores proporciones.
Siendo hijo único Simar no prestó servicio militar pero tuvo que permanecer un tiempo en Lieja, encargado por la Defensa Civil de verificar la destrucción de los puentes sobre el río Mosa, volados intencionalmente en un esfuerzo por contener el avance de las tropas alemanas. Además, poseedor de un fino sentido del olfato, debía ponerlo al servicio de detectar y advertir a las gentes la eventual presencia y tipo de gases venenosos. Ambas acciones resultarían completamente inútiles: Los alemanes traían sus propios puentes y no utilizaron gases tóxicos en el frente de guerra. Simar se fue entonces hasta el sur de Francia, una buena parte del trayecto a pie, a reunirse con su familia y esperar que se presentaran condiciones adecuadas que les permitiera regresar a Lieja.
El 28 de mayo Bélgica capituló, por lo cual se instaló rápidamente una administración más o menos dispuesta a transigir con el invasor para establecer unas cuestionables condiciones de convivencia. Pronto los ocupantes lo controlaron todo: la reunión de las personas, la radio, los periódicos, las actividades culturales, el desplazamiento de la población, la producción agrícola y la industrial, la distribución de alimentos, los combustibles, etc, etc.
Las condiciones emocionales y el ambiente de trabajo para la composición musical habían desde luego desaparecido. Se vivía una completa zozobra. Aún en el sur de Francia se apreciaba cierto recelo ante esa numerosa población de refugiados que venían a competir por recursos cada vez más escasos. Simar regresó con su familia a Bélgica y buscando un sitio tranquilo se instaló por cerca de un año en Comblain-au-Pont, en la confluencia del río Amblève y el Ourthe a unos 20 kilómetros al sur de Lieja, continuando con sus clases de armonía en el Conservatorio Real de Lieja, cuando estas se reestablecieron.
Los medios de comunicación fueron rápidamente reconstruidos, para que pudiesen participar en la propaganda del nuevo régimen. Se fundaron movimientos culturales afines a las políticas del “Nuevo Orden”, algunos disfrazados de promoción de la Valonia, que en ese momento podían aceptarse dentro de una población civil totalmente desinformada por la enorme "propaganda" del ocupante.
Simar seguía escribiendo la crónica musical del periódico local, ahora rebautizado "La Lègia".
Nombrado en 1943 director del Conservatorio Real de Charleroi se trasladó a Jumet, en el norte de Charleroi, donde permaneció hasta el final de la guerra. Allí debió ver como la edificación del Conservatorio que dirigía quedó destruida por un incendio iniciado en un bombardeo, de los muchos que se presentaron en esta ciudad. Tan golpeada fue esta población que Simar, como muchas otras personas , construyó un refugio para su familia en el patio trasero de su casa. Su casa se encontraba apenas a unos 1500 metros del aeropuerto militar de Gosselies,  (hoy "Brussels South Charleroi Airport") utilizado por los invasores y que fue blanco sistemático de los bombardeos aliados, no particularmente caracterizados por su precisión.
Pese al ambiente tan desfavorable de Charleroi, Simar logra componer unas pocas obras adicionales.
Y he allí que a partir del 2 de septiembre, con el paso de los ejércitos aliados, el país poco a poco recupera su autonomía. Es la liberación y las gentes rebosan de una inmensa alegría. Se terminaba el hambre y los racionamientos, desaparecería la zozobra y la desconfianza, finalizaban los bombardeos y no habría más deportaciones.
Pero también, tal como en su momento ocurrió en todos los países europeos víctimas de la guerra, se establece en Bélgica cuestionamientos a quienes tuvieron alguna relación con el invasor, desde la censura callejera de cortar el cabello y hacer desfilar desnudas a las mujeres que hubiesen fraternizado con algún alemán, pasando por retaliaciones personales disfrazadas de enjuiciamiento a colaboraciones inexistentes, hasta oficialmente condenar a muerte y ejecutar a algunas autoridades y políticos que contribuyeron sensiblemente con el ocupante, por ejemplo enviando, sin regreso, ciudadanos Belgas a realizar trabajos forzosos en Alemania.
Simar y otros muchos artistas son objeto de señalamientos fundamentados en el paranoico mito ario de Hitler, en el cual las artes y la cultura eran propiedad exclusiva de una tal “raza aria” y lo que no fuese “ario” eran entonces degeneraciones de la cultura. El nazismo era el garante de esa “raza aria”. Todo artista o cualquier promotor cultural podía eventualmente considerarse sospechoso de estar contagiado de un nazismo así concebido. Además, Simar había conservado su crónica musical hasta febrero de 1942, en un periódico que estaba en manos del ocupante.
Los artistas, arrastrados en el tropel de la depuración, merced a una intercesión de la Reina Elisabeth de Bélgica, patrocinadora de las artes y especialmente de la música, gozaron de una consideración especial, que les permitió evitar mayores dificultades. Pero Simar entendería con estupor que además de haber sufrido las dificultades propias de esta grave guerra, ahora de alguna manera los hechos políticos también estaban entorpeciendo su carrera artística.
El 2 de febrero de 1945 Simar pierde su cuarta hija Françoise, nacida el 20 de julio de 1944 en Jumet, víctima mortal de una bronconeumonía. - Ya existe la penicilina pero solamente está disponible para los ejércitos.
Como director del Conservatorio de Charleroi, Simar había tenido alguna comunicación con la Comunidad de los Padres Asuncionistas (enlace roto disponible en Internet Archive; véase el historial, la primera versión y la última)., comunidad religiosa de origen Belga y que tenía su casa principal en Sart-les-Moines, Charleroi norte, a menos de un kilómetro de su residencia en Jumet. A partir de abril de 1947 estos sacerdotes también administraron la Parroquia de San Nicolás en Cali (enlace roto disponible en Internet Archive; véase el historial, la primera versión y la última)., Colombia.  Simar conservaba su amistad con el sacerdote Roger Besseling que se encontraba entonces en Cali. Invitado a ocupar los cargos de organista y director de los coros y de la orquesta que debía actuar durante el Congreso Eucarístico Bolivariano a realizarse en Cali del 26 al 30 de enero de 1949 y con un posible trabajo en el Conservatorio de Cali, percibiendo su posible viaje al "Nuevo Mundo" como una oportunidad de dejar atrás las penalidades de las guerras y encontrar entornos más benevolentes ante las vicisitudes que la vida le plantea, decide entonces radicarse en Cali, pero retrasa un poco su viaje en consecuencia a los penosos acontecimientos del 9 de abril de 1948.
Se embarcó con su esposa y sus tres hijos Michel (24 Dic 1937), Claire (17 Ene 1941) y André (25 Jul 1943) en Marsella el 9 de enero de 1949 en el paquebote "Andrea Gritti", uno de los más representativos trasportes de emigrantes de la postguerra. Casi un mes para viajar a Barranquilla y de allí a Cali donde lo esperaba Roger Besseling. Entonces, a pesar de haberse retrasado demasiado para vincularse al Congreso Eucarístico Bolivariano, Simar deja atrás la Europa precaria, que tardaría al menos 10 años más en reponerse de la guerra y regresa de lleno y en forma inmediata a su prodigiosa labor musical.
Ingresó a Colombia el 7 de febrero de 1949 y tan a gusto se sintió en esa tierra que se propuso no volver a salir de ella. No habría marcha atrás. A su llegada pronto se relaciona con personas vinculadas a la música como Antonio María Valencia y Henry Benveniste y con prestantes miembros de la región como Alberto Carvajal Borrero,  Álvaro Garcés Giraldo,  Ernesto González Piedrahíta, Domingo Spataro, etc. quienes promueven grandemente las artes y la cultura.
Recién llegado y aún sin dominar completamente el idioma, Antonio María Valencia, Director del Conservatorio de Cali, lo vincula a esta institución como director de la Orquesta Sinfónica del Conservatorio, director de la Coral Palestrina y como profesor de una cantidad de cursos de esta Escuela de Música. Allí permanecería hasta 1951.
Compone su "Divertimento” para orquesta, con el cual gana el Premio Fabricato, en el concurso musical patrocinado por esta empresa. Compone también "Sinfonía Breve" y otras obras más. Trabaja la parte musical de las publicaciones de la "Editorial Cantemos" organizadas por el sacerdote Darío Benítez Giraldo S.J.
Simar, es también muy estudioso y de una gran curiosidad.
Al ver que las tintas de que dispone para escribir su música terminan siempre en grumos en el fondo de los tinteros se interesa por recolectar fórmulas para fabricar mejores, las ensaya y las somete a experimentación en algunos colegios.
Estudia algo de electrónica porque el sonido ya se maneja mediante estas técnicas.
Viendo la dificultad de reproducir partituras investiga los métodos de realización de las "copias azules" (heliográficas) típicas de los planos de la época. Logra dominar esta técnica hasta hacerla práctica para multicopiar en su casa sus partituras. (Los mimeógrafos tardarían todavía 5 años más en aparecer en Cali). Hábil con las matemáticas les enseña precozmente a sus hijos aquellas que más adelante harán parte de sus estudios.
Tiene grandes facilidades para la concepción espacial y diseña una casa de campo incluida toda su estructura interna prefabricada y la construye en familia, para una pequeña área campestre que la familia ha adquirido.
Pero claro, la música es el centro de toda su atención.
Investiga sobre la fabricación de algunos instrumentos musicales y busca materiales sustitutos para facilitar su construcción local.
Hace experimentos distorsionando sonidos de varios instrumentos explorando nuevas formas de expresión musical. Más adelante haría unos cuantos experimentos con música "concreta" y música electrónica.
En 1954 es nombrado Director del Conservatorio de Música de Cali.
El 15 de julio de 1955 estrena su “Requiem Litúrgico” con la orquesta del Conservatorio y la Coral Palestrina, en remembranza del Maestro Antonio María Valencia, fallecido el 22 de julio de 1952.
Organiza en los meses de enero y febrero de 1956 un "Festival Mozart", para celebrar el II Centenario del natalicio de este compositor. Dirige varios conciertos con la Orquesta Sinfónica del Conservatorio de Cali.
En 1957 Simar se desvincula del Conservatorio. Allí ha podido contar con el gran apoyo de muchos estudiantes y otros colaboradores pero también con algunas envidias y otros sinsabores. Su esposa Andrée es retirada de la cátedra de Piano del Conservatorio.
Es director de la Sección Musical del Instituto Hispano-Americano de Cali hasta mediados de 1959.
En 1959 el Representante Estudiantil al Consejo Directivo de la Universidad del Valle propone que se vincule al músico Simar para que hable de esta expresión artística a los estudiantes de arquitectura. Ya se encontraba allí el Maestro Enrique Buenaventura, hombre cumbre del teatro en Cali, enriqueciendo grandemente la visión cultural de los arquitectos de la época. Era el momento de hacer algo similar con la música.
Las directivas de la Universidad, en cabeza de su Rector Mario Carvajal, persona de especialísimos alcances culturales, inmediatamente acoge esta idea pues conoce y comprende la importancia de la obra de Simar y el amplio reconocimiento que recibe.
Al poco tiempo de la vinculación de Simar, este ha fundado el Coro Magno y el Coro de Cámara, agrupaciones de voces mixtas que dirige por doce años y que hacen las delicias de los amantes de este género musical. Ahora la obra de Simar empieza a divulgarse naturalmente a través de los estudiantes y la participación de los coros en los eventos que la Universidad normalmente programa.
Simar escribe textos que se utilizarán como material docente.
No se aleja de la composición musical. En 1963 estrena su obra "Requiem para Don Cualquiera" en el Teatro Municipal de Cali, en el III Festival Nacional de Arte. El mismo ha supervisado la construcción, con medios locales, de algunos de los instrumentos de percusión que se utilizaron en esa presentación.
En 1968 muere su esposa Andrée con apenas 57 años de edad, víctima de una penosa enfermedad.
La Universidad del Valle acoge la propuesta de Simar y otros colaboradores para crear un Departamento de Música, que se ocupe de la enseñanza de la música a nivel universitario. En 1971 se oficializa la creación de esta unidad académica, adscrita a la Facultad de Humanidades, Departamento del cual es director hasta su retiro de la Universidad.
En 1971 el Instituto Colombiano de Cultura designa a Simar como jurado de su Concurso de Música, en compañía de Olav Roots y Ernest Zuschke.
Simar con su experiencia musical y con los coros que ha fundado contribuye grandemente al Festival Nacional de Arte que se realiza en Cali a partir de 1961. En igual forma participa múltiples veces en el Festival de Música Religiosa que se instaura en Popayán en 1964.
Ahora Simar solo tiene tiempo para la música. Con su vinculación a la Universidad del Valle pierde poco a poco las actividades lúdicas que tuvo, como la fotografía. Su dedicación es integral y además apasionada.
Simar se divierte con su propio trabajo, con sus estudiantes, con sus colegas, con su composición musical.
En febrero de 1976 su mamá Félicie fallece en Bélgica, a los 93 años de edad.
En 1979 Simar se pensiona en la Universidad del Valle, entidad que le confieriría el muy honorable título de Profesor Emérito.
Simar continúa su labor docente en su casa privada. Nunca abandonaría la docencia.
El 29 de septiembre de 1979, Simar contrae segundas nupcias con Lucía Velasco Gamboa quien ya era estudiante de música y secretaria en el Conservatorio de Cali en la década de 1950. Trabajando laboriosamente a su lado, prácticamente desde su llegada a Cali, y siendo musicalmente su mano derecha. Lucía se convierte además en especializada experta en las obras de Simar.
Además de su familia inmediata le sobreviven:
- La "Fundación León J. Simar", impulsada por Lucía para promocionar su obra,
- Una gran cantidad de obras de alta calidad artística,
- También muchos músicos profesionales que hablan de su Maestro con íntimo orgullo.

## Composiciones

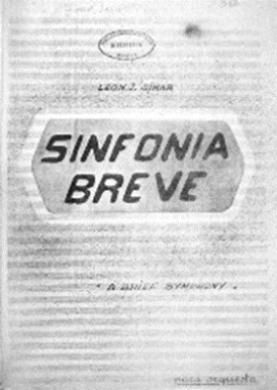
Sinfonía 1950 León J Simar

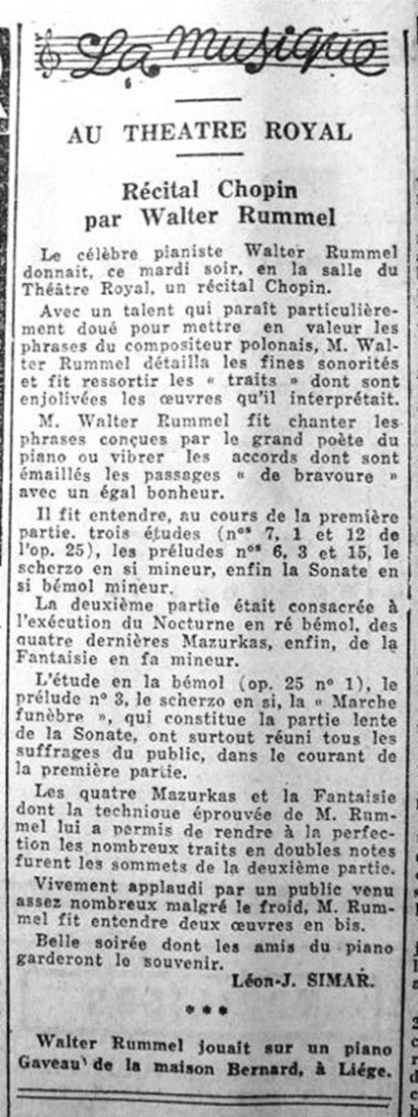
La Lègia, Miércoles 28 de enero 1942 Una de sus últimas crónicas.

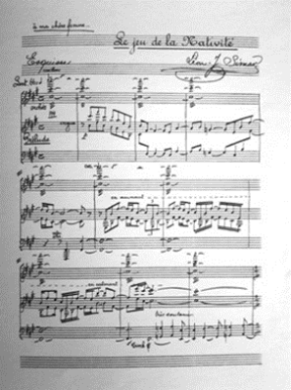
Le Jeu de la Nativité 1937

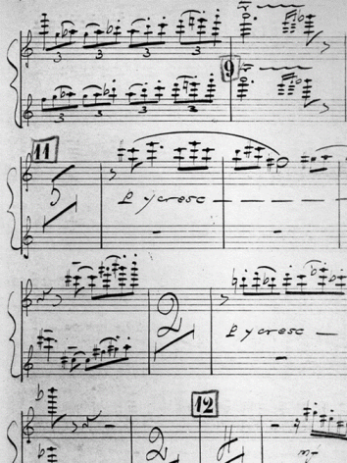
Piano Fragmento

OBRAS
Véase también la página WEB de URL https://web.archive.org/web/20100131013817/http://usuarios.multimania.es/mincho/biografias/Simar.htm
1933
- “Petite Suite en cinq mouvements” para violín y piano.
- “Ballade et Scherzo” para orquesta, estrenada en transmisión radial por el Institut National de Radiodiffusion en Bruselas.

1935
- “Fantaisie sur un thème Béarnais” para orquesta,  estrenada en el Conservatorio Real de Lieja.
- “Le vieux soudard” escena dramática para solistas, coro y orquesta, con texto de Michel de Ghelderode, estrenado en el Palais des Académies de Bruselas.
- “Trio” para flauta, viola y piano, en la  Academie Beaux Arts de Verviers.
- “Etude de concert” para piano, en el Studio Charles Scharrès de Bruselas.

1936
- “Parade” esquisse burlesque para orquesta, obra con la que obtiene el Premio César Franck, estrenada en el Conservatorio Real de Lieja, .
- “Scherzo Prestíssimo” para violonchelo y piano estrenado por Hubert Rogister.
- “Les dits de Mère-Grand” para piano, sobre la cual hizo en 1949 una versión para orquesta, titulada “Los Cuentos de la Abuelita”.

1937
- “Le Trapèze Étoilé”, escena dramática para solistas, coros y orquesta con texto de Theo Fleischmann, con la cual obtiene el Primer Gran Premio de Roma. La obra es estrenada en la Académie Royale de Belgique , en Bruselas.
- “Le Jeu de la Nativité”, poema escénico en 4 actos con texto de René Tonus estrenado en la “Ancienne chapelle des Incurables, rue du Vertbois”, Lieja, en la noche de Navidad del año 1937, por los “Compagnons du Théâtre libre de l'Escarcelle”.
- “Trois petits oiseaux dans les blés” para coro, con texto de Jean Richepin. “Don Quichotte”, juego escénico en 4 actos y 5 cuadros con texto de René Tonus, también estrenado por el grupo “Theatre Libre de L'Escarcelle” en Angleur (Lieja).

1938
- "Li dierin Signeur di Franchimont" con textos de Lambert Lemaire, transmitida por el Institut National de Radiodiffusion de Bélgica.

1939
- “Poème Mosan”, poema sinfónico para orquesta que recibe el Premio Internacional Guillaume Lekeu.
- “Le Jeu de Liège”, espectáculo en 15 cuadros con textos de Théo Fleischman
- “La Féerie de l'Eau”, poema coreográfico en 8 cuadros con argumento de René Tonus.

Estos tres últimos destinados a la Exposición Internacional de Lieja de ese año, de la cual es co-director musical y dirige su orquesta sinfónica.
- “Où peut-on être mieux” versión para doble coro masculino de la obra de A.M. Grétry
- “Berceuse pour la nuit de Noel” para canto y piano con texto de René Tonus.
- “Rapsodie wallonne” para coros y orquesta, estrenada en el Institut National de Radiodiffusion.

1940
- “Acelyn au pays de Cocagne”, comedia musical en 3 actos con texto de René Tonus, es presentada en la Société Libre d'Emulation en Lieja.
- “Suite en sol”, para coro a capella estrenado en el Institut National de Radiodiffusion.
- “Suite à danser”, en estilo del siglo XVIII estrenado en el Institut National de Radiodiffusion.
- “Cuarteto”, para flauta y cuerdas que es publicado en Charleroi.

Otras obras compuestas en Bélgica, sin más datos disponibles:
- “Epiphanie” con texto de José María De Heredia
- “Croix de Bois” con texto de Paul Gerardy
- “Villanelle” con texto de Théodore Maurer
- “Les Papillons” con texto de Jean Rameau

1950
- “Divertimento” para orquesta, con el que obtiene el Premio Fabricato en el concurso Música para Colombia, patrocinado por esa firma en Medellín.
- “Sinfonía Breve”, para orquesta.
- Compone además 25 piezas para órgano.

A partir de 1953 para la Editorial Cantemos:
En “Cantemos las palabras de Jesús” (Tomos III y IV) son publicadas 56 obras sobre textos evangélicos para voz y órgano. En “Cantemos de lo mejor” (tomo V) se publican 3 Lieder para canto y piano; en “Cantemos el sentir popular” (tomo VI), 25 obras sobre textos de poetas colombianos y coplas populares. “Cantemos canciones alegres” (tomos VII y VIII), incluyen 117 armonizaciones de canciones para la juventud y 342 armonizaciones de canciones europeas (tomos IX y X). En “Cantemos Melodías del Oriente” se encuentran 35 armonizaciones de melodías folclóricas. “Cantemos polifonías a capella” (tomo XIV- 1962) incluye 36 armonizaciones sobre melodías folclóricas; para “Cantemos” (tomos XI XV, XVI y XVII) prepara alrededor de 200 armonizaciones de canciones populares de todo el mundo para coro mixto, aún sin publicar.
1955
- “Requiem litúrgico” para coros y orquesta, estrenado en el Teatro Municipal de Cali el 15 de julio, por la Orquesta Sinfónica del Conservatorio y la Coral Palestrina, bajo su dirección.

1961
- “Danzas Sinfónicas” para orquesta es premiada por el Concurso convocado por la Asociación Colombiana de Cervecerías, presentada el 17 de febrero en el Teatro Colon Archivado el 6 de noviembre de 2011 en Wayback Machine. con transmisión por televisión, por la Radio Televisión Nacional de Colombia.
- “Gran Hallel” salmo para solistas, doble coro mixto y orquesta de percusión. Estrenado en el Teatro Municipal de Cali.

1963
- “Requiem para Don Cualquiera” cantata dramática para solistas, coros, dos pianos e instrumentos de percusión, es estrenada en el Teatro Municipal de Cali el 20 de junio, durante el III Festival de Arte de Cali, con los coros y la orquesta de percusión de la Universidad del Valle.

1966
- “Concierto 1741” para flauta contralto y clavicémbalo.

1967
- Compone el “Himno de la Universidad del Valle ” con texto de Diego Roldán Luna.
- “El Drama de Daniel”, ludus del siglo XIII Versión para ejecución moderna. IV Festival de Música Religiosa, Popayán.

1968
- “Cantigas de Santa Maria”, Alfonso X, El Sabio. Versión para ejecución moderna.

1969  - 1970
- “Jephte”, Oratorio de G. Carissimi. Versión para ejecución moderna. VI Festival de Música Religiosa, Popayán.
- “Armonía tradicional”, dos tomos de obras pedagógicas. “Enciclopedia de la Música”, obra pedagógica.

1970
- Publica los arreglos de 57 Villancicos internacionales para coro mixto.

1971
- Arregla 16 Villancicos de varios países, para coro mixto, publicados por la Universidad del Valle .

1973
- “Valle”, estudio rítmico para coro mixto.
- La colección "Estudio Musical Básico", que consta de 40 unidades escritas como material didáctico para la Universidad del Valle, publicada entre 1971 y 1974.

1978
- “Divertimento No.2” para orquesta de cuerdas.

1981
- “Hablemos de Música”, curso radial de 64 horas transmitido por la Emisora HJMC (1290 kHz) de Cali.

1983
- “Señor ten piedad” para coro a tres voces iguales.

## Premios y nominaciones

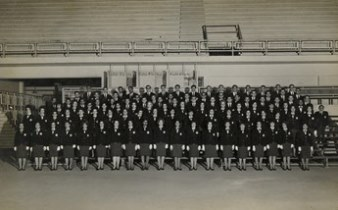
Coro Magno-Univalle-Bogotá 1962

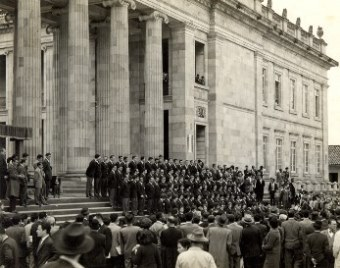
Coro Magno Univalle L.J Simar-1962 Bogotá

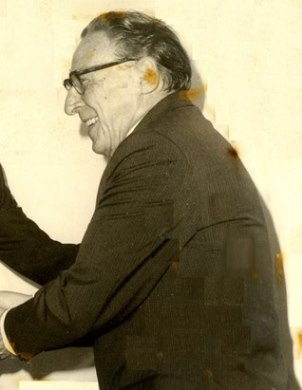
Coro S.M.P-homenaje L-Simar-1981

- 1935  Segundo premio de Roma Premio de Roma belga#Lista de laureados en composici.C3.B3n musical - Cantata Le Vieux Soudard
- 1936	Premio César Franck
- 1937	Primer Gran Premio de Roma Premio de Roma belga#Lista de laureados en composici.C3.B3n musical - Le Trapèze Étoilé
- 1939	Premio Internacional Guillaume Lekeu Premio del Gobierno Belga
- 1950	Premio Fabricato
- 1961	Premio Asociación Colombiana de Cervecerías
- 1981	Medalla al Mérito de la Sociedad de Mejoras Públicas de Cali
- Medalla “Ciudades Confederadas del Valle del Cauca” - Gobernación del Departamento
- Medalla al mérito cívico Santiago de Cali”, Gobierno Municipal.
- 1983	Profesor Emérito de la Universidad del Valle

La Alcaldía de Cali, mediante decreto 1697 del 6 de diciembre de 1991 y con oportunidad a los 30 años de existencia del Coro de la Universidad del Valle, rinde homenaje a Simar declarándolo “Ilustre y emérito servidor de la Ciudad, ejemplo de patriotismo y altruismo para las generaciones presentes y futuras”.